# 브록 패터슨
브록 앨런 패터슨(Brock Alan Peterson, 1983년 11월 20일 ~ )는 미국 프로 야구 워싱턴 내셔널스의 내야수이다.